# Jean-Marie Delaunay
Jean-Marie Delaunay est un prêtre catholique et homme politique français né le 9 mars 1723 à Bécherel et mort en 1800 à Dinan.

## Biographie
Fils Jacques de Launay et de Marguerite Papeil, Jean-Marie de Launay est religieux prémontré de l'abbaye de Beauport au diocèse de Saint-Brieuc, et exerce le ministère paroissial dans le diocèse de Tréguier, lorsque l'évêché, qui forme alors une circonscription électorale, le désigne (21 avril 1789) comme député du clergé aux États généraux.
Il embrasse les doctrines du côté gauche de l'Assemblée, adhère à la constitution civile du clergé, et est un des premiers à se présenter à la tribune, le 27 décembre 1790, pour prêter serment.
Devenu curé constitutionnel de sa paroisse en 1791, il la quitte en 1793, et se retire dans sa famille à Dinan, où il meurt avant la publication du Concordat.

## Sources
- Dictionnaire des parlementaires français de 1789 à 1889 (Adolphe Robert et Gaston Cougny)